# Camafeu
O camafeu (do latim Cammaeus, que significa pedra esculpida) é uma técnica de escultura usada em jóias de modo a formar uma figura em relevo (em oposição a entalhe) tirando partido da existência de camadas sobrepostas de cores diferentes. Tradicionalmente essa técnica é feita em broches e pingentes.

## História

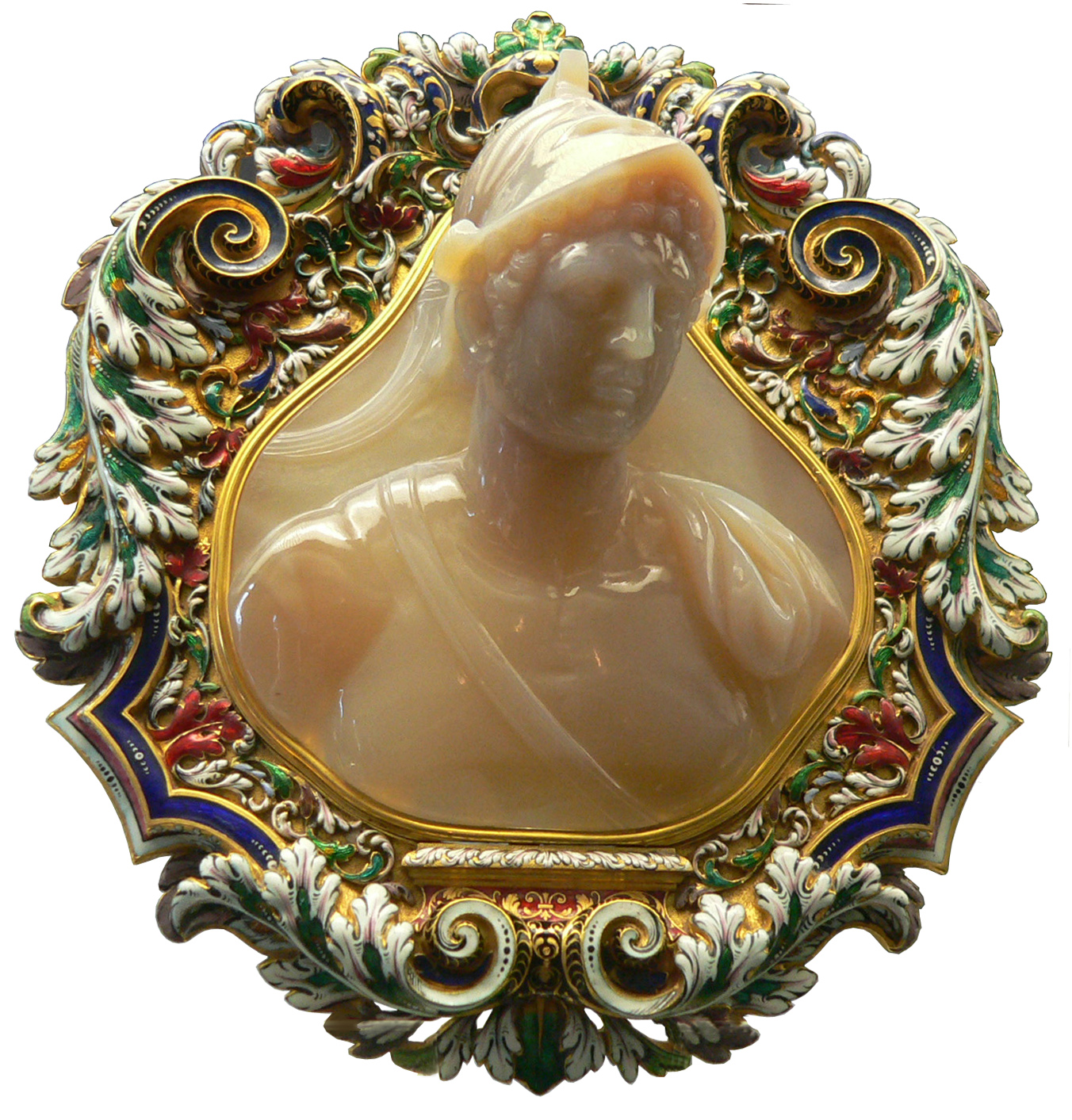
Camafeu de Ptolomeu II Filadelfo.

O camafeu surgiu por volta do ano 300 a.C., em Alexandria, sendo utilizado em jóias e adornos para roupas. Os camafeus, produzidos a partir da ágata, do ônix, da sardônica, etc, continham imagens de deuses, deusas, cenas mitológicas e figuras femininas. As jovens mulheres do período Helenístico usavam camafeus com a figura do deus Eros como um convite sedutor ao amor. Originalmente eram obras a partir de faces e rostos femininos, aos quais se esculpiam estilos românticos, com características clássicas.

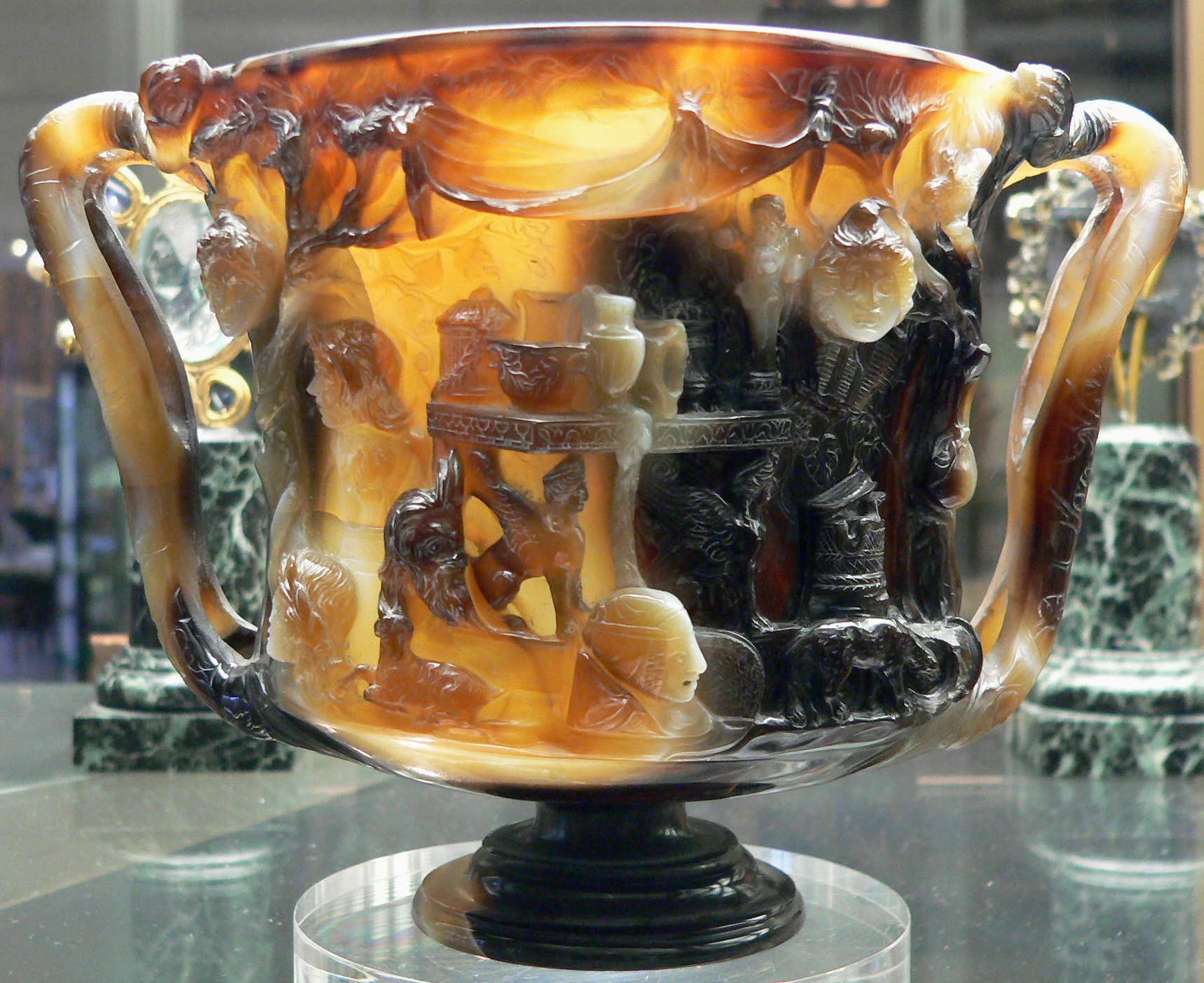
Camafeus em vaso

Até o século XIX, os camafeus eram também utilizados por homens, em elmos, capacetes, peitorais de armaduras e punhos de espada, bem como broches e anéis.
Napoleão Bonaparte foi outra figura histórica apaixonada pelos camafeus, tendo fundado em Paris uma escola para ensinar a arte da produção de camafeus a jovens aprendizes.
Ao longo dos tempos, camafeus decoravam não somente joias, como também vasos, baixelas, taças e copos. Eram bastante apreciados por nobres e pessoas ricas, entre os séculos XV e XIX. A Rainha Vitória, tendo mostrado predileção pelos camafeus, ditou moda entre as mulheres da época, que começaram a usá-los nas blusas, nos vestidos ou numa fita em volta do pescoço.

## Centros de produção
A pequena cidade italiana Torre del Greco, localizada na Baía de Nápoles, continua sendo até hoje referência mundial na arte da produção de camafeus. Essa cidade utiliza diferentes tipos de conchas do mar e corais para a produção. Os mestres gravadores trabalham manualmente com ferramentas de aço e selecionam as conchas, calculando o número de camafeus a serem obtidos a partir delas. As conchas do caramujo da espécie Cypraecassis rufa são conhecidas como a principal matéria-prima da qual são confeccionados estes camafeus, enviadas da África Oriental até a Itália.

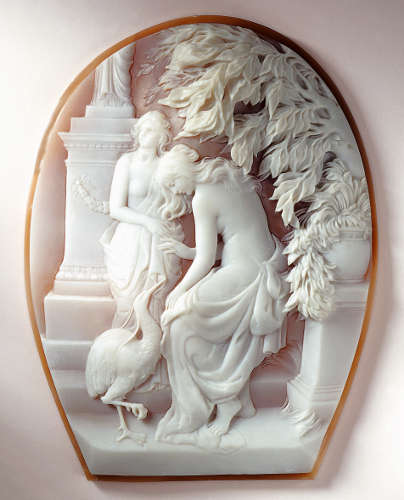
"L'Amore immortale"Cammeo inciso su conchiglia sardonica nei laboratori Ascione, 1925, Napoli, Museo del Corallo

Outro grande centro de produção de camafeus é Idar-Oberstein, na Alemanha. Nessa cidade, os camafeus são produzidos a partir da ágata branca, largamente encontrada na região, da cornalina e do ônix. Aqui, as gemas são primeiramente coloridas em cores previamente determinadas, para serem depois gravadas ou esculpidas com a ajuda de computadores (devido à sua dureza), que usam como padrão uma peça original feita manualmente. A cor é posteriormente retirada da superfície da gema com produtos químicos, ficando em sua cor branca original.